# Тимофеев, Михаил Александрович
Михаил Александрович Тимофеев (1925—2017) — советский деятель спецслужб, генерал-лейтенант госбезопасности. Председатель КГБ при СМ Кабардино-Балкарской АССР (1968—1973). Начальник УКГБ по Хабаровскому краю (1973—1978).

## Биография
Родился 21 ноября 1925 года в селе Шемаха, Нязепетровского района Челябинской области.
С января 1942 года во время Великой Отечественной войны, не закончив 2-го курса техникума, в возрасте семнадцати лет, М. А. Тимофеев начал свою трудовую деятельность в Челябинской области на Копейском 114-м заводе Наркомата боеприпасов СССР, по производству снарядов для нужд фронта, позже был переведён на Катав-Ивановский машиностроительный завод, так же занимавшийся выпуском военной продукции для действующей армии. С конца  1942 года был переведён на должность  электрослесаря на Коркинский угольный разрез треста «Коркинуголь».
В марте 1943 года был призван в ряды Рабоче-Крестьянской Красной армии и направлен в действующую армию на фронт. Участник Великой Отечественной войны в составе истребительного противотанкового батальона особого мотострелкового батальона Уральского добровольческого танкового корпуса 4-й танковой армии. Воевал на 1-м Украинском фронте, был участником Орловской стратегической наступательной операции, в августе в бою  получил тяжёлое ранение. В 1944 году после излечения в военных госпиталях был уволен из рядов Красной армии по болезни как инвалид войны 2-й группы.
В 1944 году работал заведующим Шемахским клубом Нязепетровского района Челябинской области. С конца 1944 года был принят на службу в органы НКВД СССР. С 1944 по 1964 годы, в течение двадцати лет, М. А. Тимофеев  работал помощником оперативного уполномоченного, оперативным и старшим оперативным уполномоченным, заместителем начальника и начальником контрразведывательного отдела (по контрразведывательному обеспечению закрытых объектов атомной промышленности) Управления НКВД — НКГБ — КГБ по Челябинской области.   
С 1964 по 1968 годы — заместитель начальника УКГБ по Ставропольскому краю. С 1968 по 1973 годы — председатель КГБ при Совете Министров Кабардино-Балкарской АССР. С 1973 по 1978 годы — начальник УКГБ по Хабаровскому краю и одновременно являлся членом Военного совета Дальневосточного пограничного округа КГБ СССР. С 1978 по 1981 годы — начальник Управления «Т» (транспортная контрразведка) и заместитель начальника Второго Главного управления КГБ СССР.
С 1981 по 1991 годы, в течение десяти лет, М. А. Тимофеев был заместителем министра Гражданской авиации СССР по безопасности и режиму. С 1991 по 1992 годы — заместитель министра транспорта Российской Федерации по безопасности. С 1995 по 2000 годы — советник Центрального производственного диспетчерского управления Гражданской авиации Российской Федерации.
Скончался 18 января 2017 года в Москве, похоронен на Троекуровском кладбище.

## Награды
- Орден Ленина
- Орден Октябрьской революции
- Орден Красного Знамени
- Орден Отечественной войны I и II степени
- Орден Трудового Красного Знамени
- Орден «Знак Почёта»
- Медаль «За боевые заслуги»
- Медаль «За победу над Германией в Великой Отечественной войне 1941—1945 гг.»